# Bud Grace
Bud Grace, född cirka 1944, är en amerikansk serieskapare. Han är mest känd för serien Ernie (originaltitel sedan 1998: The Piranha Club).
Grace har en doktorsexamen i fysik från Florida State University och arbetade som kärnfysiker fram till han 1979 bestämde sig för att bli serietecknare. 1987 skapade han Ernie som han tecknat sedan dess.

## Erkännande
1989 tilldelades Bud Grace Adamsonstatyetten av Svenska Serieakademin. 1993 fick han en Reuben Award i kategorin Newspaper Comic Strips av National Cartoonists Society.